# Kader Abdolah
Kader Abdolah, en persa قادر عبدالله (Arak, 12 de noviembre de 1954), es un escritor holandés de origen iraní. Su obra, escrita en neerlandés, se caracteriza por el uso de elementos procedentes de la literatura persa. Además, Kader Abdolah es colaborador habitual de uno de los diarios más importantes de Holanda, De Volkskrant, y ha obtenido el Dutch Media Prize por sus columnas. Kader Abdolah es el pseudónimo literario de Hossein Sadjadi Ghaemmaghami Farahani, en persa حسین سجادی قائم‌مقامی فراهانی. Este seudónimo fue creado a partir de los nombres de dos amigos del escritor asesinados por el régimen iraní.

## Biografía

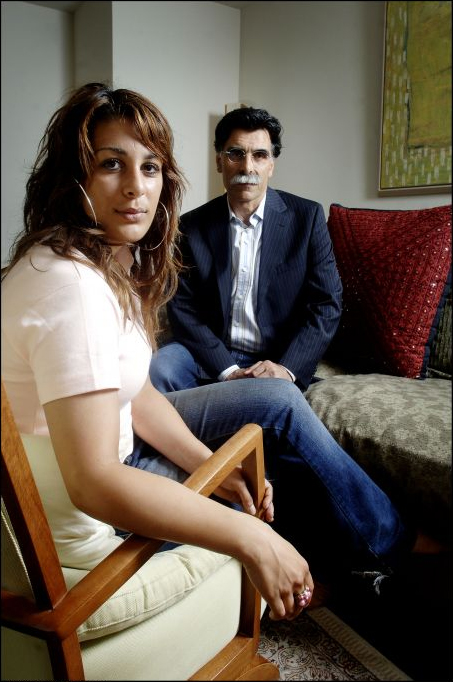
Kader Abdolah en compañía de su hija Bahar.

Nacido Hossein Sadjadi Ghaemmaghami Farahani, estudió física en Teherán graduándose en 1977. En ese mismo año se unió a un grupo de izquierdas que se oponía en primer lugar al régimen de Sah y después al del ayatolá Jomeini. Fue redactor de un diario clandestino hasta que en 1988 tuvo que huir de Irán. Obtuvo asilo político en Holanda donde ha residido hasta nuestros días. Actualmente, es uno de los escritores holandeses más conocidos y traducido a otros idiomas, y obra La casa de la mezquita (Het huis van de moskee), una de las novelas más vendidas de la historia en Holanda.

## Obras
- 1993 – De adelaars
- 1995 – De meisjes en de partizanen
- 1997 – De reis van de lege flessen (El viaje de las botellas vacías, traducción española de Andrea Morales Vidal, publicada por la editorial Galaxia Gutenberg, Barcelona, 1999)
- 1998 – Mirza
- 2000 – Spijkerschrift (El reflejo de las palabras, traducción española de Diego Puls, publicada por la editorial Salamandra, Barcelona, 2006)
- 2001 – De koffer
- 2001 – Een tuin in zee
- 2002 – Kélilé en Demné
- 2002 – Sophia's droë vrugte
- 2003 – Portretten en een oude droom
- 2003 – Karavaan
- 2005 – Het huis van de moskee (La casa de la mezquita, traducción española de Marta Arguilé Bernal, publicada por la editorial Salamandra, Barcelona, 2008)
- 2008 – De boodschapper en de Koran (obra formada por dos volúmenes: el primero es una biografía del profeta Mahoma y el segundo es la traducción del Corán realizada por el propio Abdolah).
- 2011 – De koning
- 2014 – Papegaai vloog over de IJssel